# Ailsa Craig
Ailsa Craig (gaelsky Creag Ealasaid) je neobydlený ostrov v zálivu Firth of Clyde u západního pobřeží Skotska, náležející pod správní oblast Jižní Ayrshire. Ostrov, který je chráněný jako ptačí rezervace, celosvětově proslul jako místo těžby nejkvalitnější žuly pro výrobu curlingových kamenů, které se používaly i na novodobých olympijských hrách.

## Geografie
Ostrov Ailsa Craig veliký 99 ha leží prakticky uprostřed ústí zátoky Firth of Clyde do Severního průlivu Atlantského oceánu mezi Irskem a Skotskem. Je 4 km dlouhý po obvodu a nejvyšší vrchol stoupá do výšky 340 metrů nad mořem. Nejbližším městem je přístav Girvan v ústí stejnojmenné řeky na západním pobřeží Skotska, od něhož je ostrov Ailsa Craig vzdálený vzdušnou čarou zhruba 16 kilometrů.
Z geologického hlediska je ostrov obnaženým tělesem paleogenního plutonu, pravděpodobně pozůstatkem přívodního kanálu sopky. Žulový masív je protknut doleritovými a olivínickými žilami (dajkami). Podobnými horninami magmatického původu je tvořen také nedaleký větší ostrov Arran, který však administrativně již spadá pod správu oblasti Severní Ayrshire. Na ostrově Aisla Craig jsou sladkovodní zdroje v podobě přírodních pramenů.
V přírodní rezervaci na ostrově Ailsa Craig se vyskytují různé druhy mořských ptáků. Například v kolonii terejů, která je jednou z největších na světě, bylo zaznamenáno na 36 000 ptačích párů. Dále zde žijí například papuchalci, alky nebo sokoli.
Pokud jde o stopy lidského osídlení, na severní straně ostrova se nacházejí žulové lomy, dále jsou na ostrově pozůstatky malého hradu, menší průmyslové stavby, bývalá zemědělská usedlost, dva nautofony a areál majáku, který již není obydlený, neboť jeho provoz byl automatizován.

## Historie
Ostrovu, který leží v polovině cesty mezi Belfastem a Glasgowem, se přezdívalo „Paddy's milestone", „Paddyho (tj. Patrikův) milník“, protože se na něm v období skotské reformace v 16. století zastavovali katolíci, prchající ze Skotska přes Irské moře. Jediná historická zřícenina na ostrově je pozůstatkem obranné hradní věže, kterou zde v 16. století vybudovali příslušníci skotského klanu Hamiltonů na ochranu před vpády vojsk španělského krále Filipa II. Středověká hradní věž, která má tři patra a je 12 metrů vysoká, je zapsaná na seznamu skotských nemovitých kulturních památek.

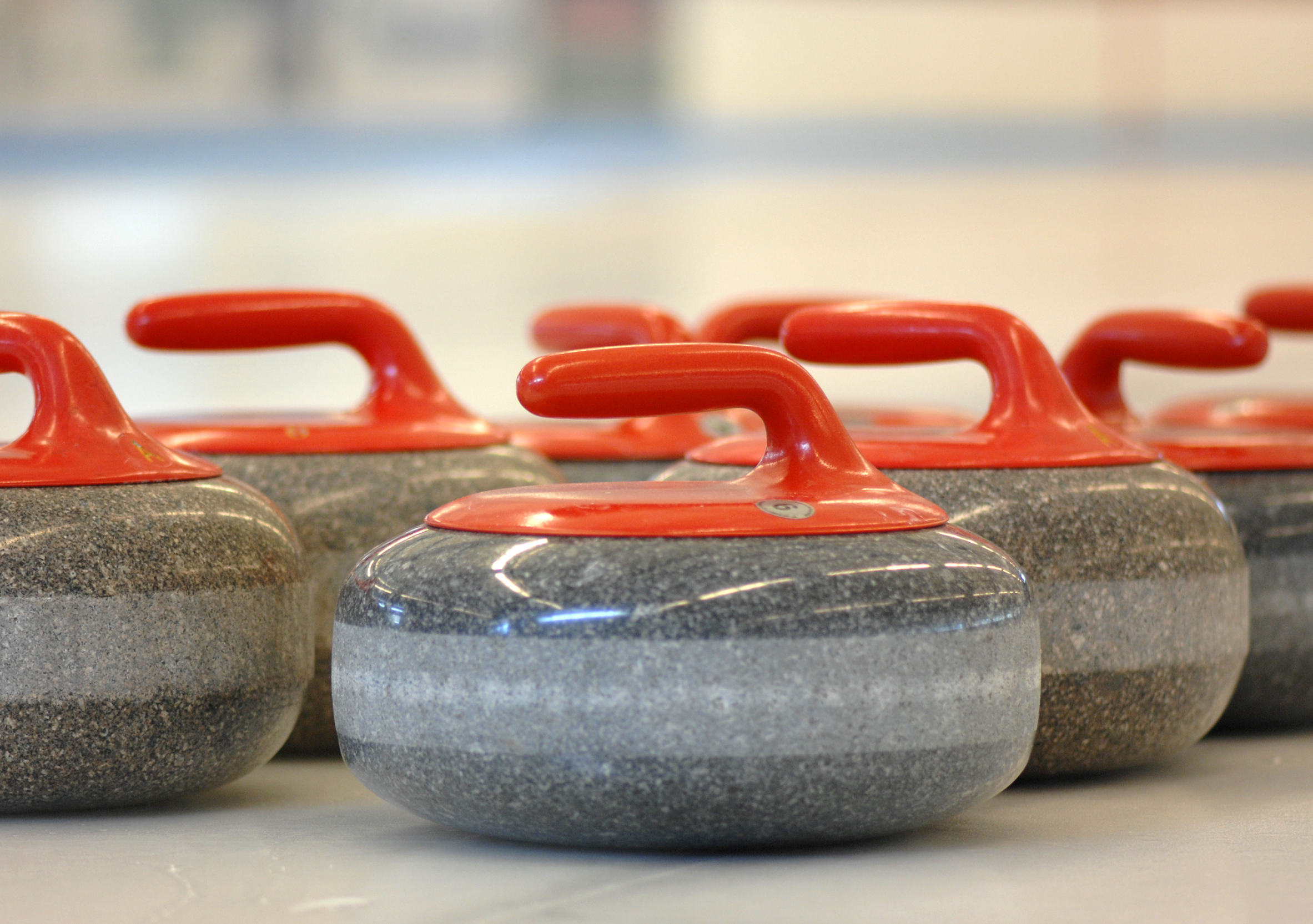
Žulové curlingové kameny

V minulosti byly na ostrově dvě kaple, jedna na vrcholu kopce a druhá poblíž přístavu, jejíž pozůstatky byly patrné ještě v 70. letech 18. století, kdy je popsal velšský přírodovědec a cestovatel Thomas Pennant , který ostrov navštívil v roce 1771. Aisla Creag však sloužil nejen jako útočiště náboženským uprchlíkům, ale také rybářům a zejména pirátům a námořním lupičům, kteří zde ukrývali svůj lup – například v jedné jeskyni na jižní straně ostrova.
V roce 1866 byly na ostrově postaveny dva nautofony a v letech 1883 –1886 zde skotský stavitel Thomas Stevenson vybudoval maják. Nautofony na Aisla Craig byly používány až do 2. poloviny 20. století. Olejové lampy v majáku byly nahrazeny elektrickým osvětlením v roce 1911. Maják je automatizovaný od roku 1990, od roku 2001 využívá solární energii. Maják je od roku 1998 zařazen do kategorie B na seznamu skotského kulturního dědictví. Na ostrově byla postavena také malá průmyslová železnice s rozchodem tří stop, užívaná k přepravě uhlí, nezbytného pro generování plynu, používaného pro výrobu stlačeného vzduchu pro pohon nautofonů.
V roce 2011 vlastník ostrova, skotský peer Archibald Angus Charles Kennedy, 8. markýz z Ailsy, nabídl ostrov k prodeji za 2,5 milionu liber, později v roce 2013 byla tato částka snížena na 1,5 milionu liber. Prodej se však přesto neuskutečnil a následující vlastník David Kennedy, 9. markýz z Ailsy, nakonec ostrov pronajal až do roku 2050 Královské společnosti pro ochranu ptactva (Royal Society for the Protection of Birds). V důsledku toho byla těžba žuly pro výrobu curlingových kamenů zastavena a s jejím obnovením se může počítat až po roce 2050.

## Galerie

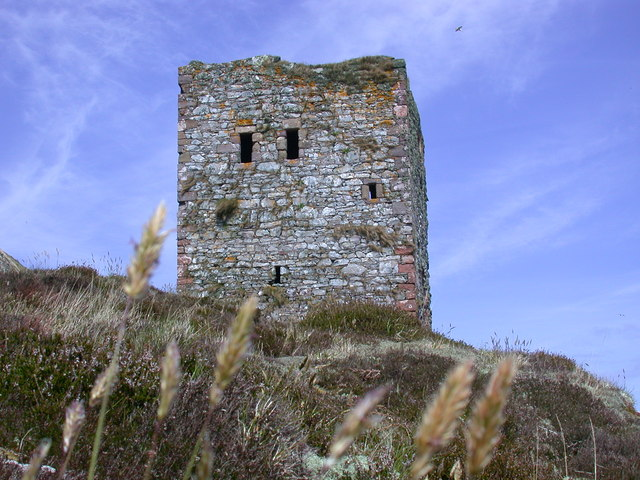
Věž středověkého hradu
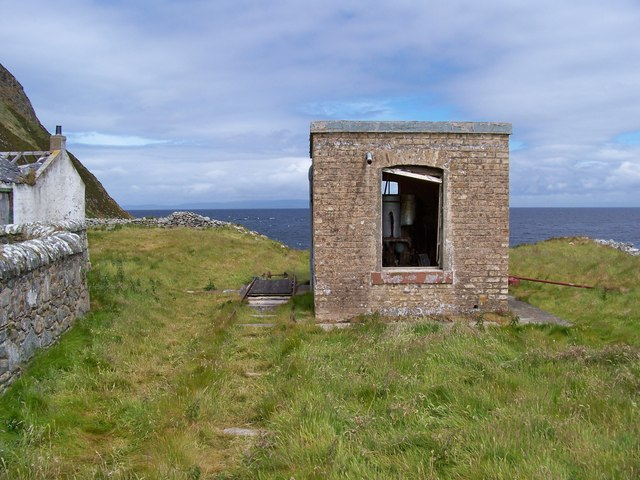
Zbytky úzkorozchodné železnice u přístavu
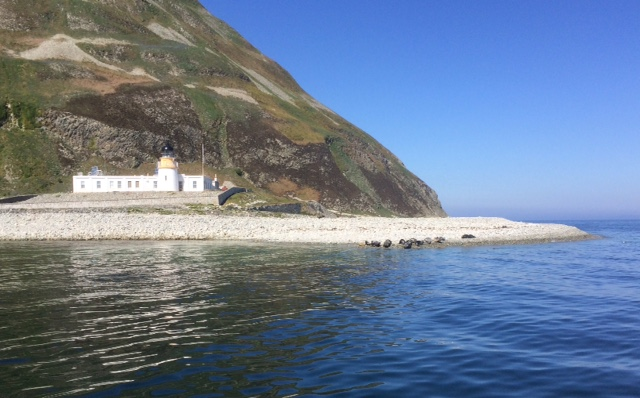
Maják na východní straně ostrova, v popředí skupina tuleňů
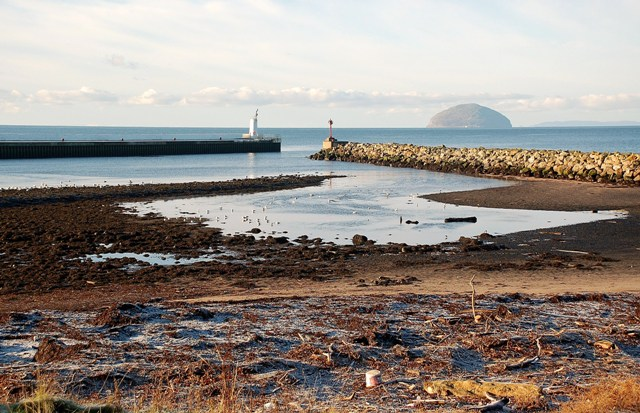
Hráz v Girvanu, v pozadí Aisla Craig
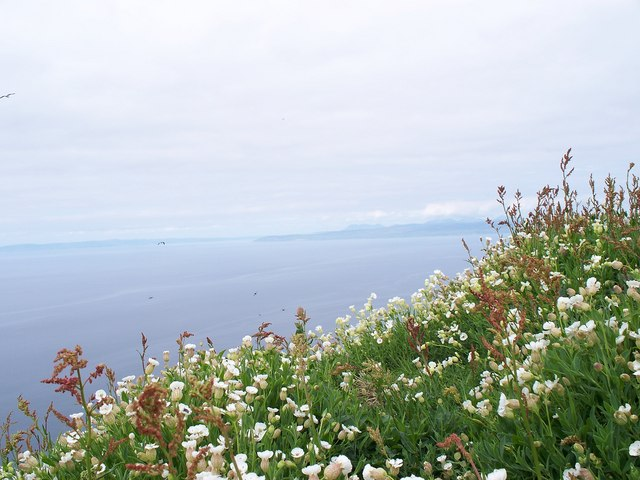
Pohled z vrcholu k ostrovu Arran a poloostrovu Kintyre
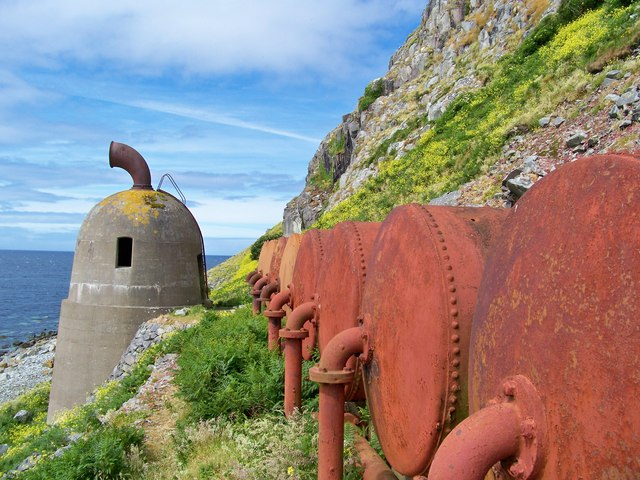
Nautofon na jižní straně ostrova